# Thảm họa toàn cầu
Thảm họa toàn cầu (tựa gốc tiếng Anh: The Happening) là bộ phim điện ảnh đề tài giật gân hậu tận thế của Mỹ năm 2008 do M. Night Shyamalan đạo diễn kiêm viết kịch bản và đồng sản xuất, với sự tham gia diễn xuất của Mark Wahlberg, Zooey Deschanel, John Leguizamo và Betty Buckley. Phim xoay quanh một nhóm 4 người khi họ cố gắng trốn thoát khỏi một thảm họa tự nhiên bí ẩn. Đây là tác phẩm đầu tiên và duy nhất cho đến nay của Shyamalan bị đính nhãn R. Phim có lễ ra mắt tại thành phố New York vào ngày 10 tháng 6 năm 2008 và ra rạp tại Mỹ bởi 20th Century Fox vào ngày 13 tháng 6 năm 2008. Tác phẩm nhận được đánh giá nhìn chung là tiêu cực từ giới phê bình, nhưng thu về tới 163,4 triệu USD so với kinh phí bỏ ra là 48 triệu USD.

## Nội dung
Tại Công viên Trung tâm, mọi người bắt đầu tự tử hàng loạt. Sự việc được cho là vụ tấn công sinh học của khủng bố sử dụng chất độc phát tán trong không khí. Vùng ảnh hưởng bắt đầu lan rộng khắp vùng Đông Bắc Hoa Kỳ. Giáo viên Khoa học trường trung học, Elliot Moore và vợ anh ấy, Alma được đồng nghiệp dạy môn Toán, Julian thuyết phục rời đi cùng anh và con gái trên chuyến tàu đến Philadelphia. Trong chuyến đi, cả nhóm mới biết rằng Boston và Philadelphia đã bị ảnh hưởng. Con tàu mất tất cả liên lạc vô tuyến và dừng lại ở một thị trấn nhỏ. Khi Julian biết rằng vợ mình đã rời Boston để đến Princeton, anh quyết định đi tìm cô ấy và giao Jess cho Moores. Tuy nhiên, khi Julian đến nơi, anh phát hiện Princeton đã bị ảnh hưởng và quyết định tự tử bằng cách rạch cổ tay.
Elliot, Alma và Jess đi nhờ xe với một người ươm giống và vợ của anh ta. Anh ta tạo giả thuyết rằng thực vật đã phát triển một cơ chế bảo vệ chống lại con người bao gồm một chất độc trong không khí kích thích thần kinh và khiến con người tự sát. Họ sau đó đã tham gia một nhóm lập bởi những người sống sót khác đến từ nhiều hướng khác nhau. Khi phần lớn hơn của nhóm bị ảnh hưởng bởi chất độc, Elliot cho rằng người ươm giống đã đúng và những cây này chỉ nhắm đến những nhóm lớn người. Anh ta chia nhóm của họ thành các nhóm nhỏ hơn. Ba người, gồm Elliot, Alma và Jess gặp một cặp nam thiếu niên, Josh và Jared. Hai người sau đó bị giết bởi những cư dân có vũ trang tại một ngôi nhà có rào chắn.
Elliot, Alma và Jess đi lang thang ở vùng nông thôn và đến nhà của bà Jones, một người già lập dị và hoang tưởng. Jones ban đầu đồng ý cho cả nhóm nghỉ qua đêm nhưng nghi ngờ họ có ý đồ xấu; sáng hôm sau, cô quyết định trục xuất họ. Trong cơn giận dữ, cô bỏ nhà ra đi một mình và bị ảnh hưởng bởi chất độc. Elliot run rẩy nhận ra rằng cây cối đang nhắm đến các cá thể. Không còn lựa chọn nào khác khi bà Jones đập đầu vào cửa sổ, bộ ba chọn cái chết và ôm nhau trong sân chỉ để thấy mình không bị ảnh hưởng bởi chất độc. Sự bùng phát đã dịu đi nhanh chóng khi nó bắt đầu.
Ba tháng sau, Elliot và Alma đã thích nghi với cuộc sống mới với Jess là con gái nuôi của họ. Alma biết mình có thai và khiến Elliot bất ngờ khi biết tin này. Trên truyền hình, một chuyên gia so sánh sự kiện tự nhiên với thủy triều đỏ và cảnh báo rằng dịch bệnh có thể chỉ là điềm báo của một thảm họa toàn cầu sắp xảy ra. Trong Vườn Tuileries, mọi người bắt đầu tự sát hàng loạt.

## Diễn viên
- Mark Wahlberg vai Elliot Moore
- Zooey Deschanel vai Alma Moore
- John Leguizamo vai Julian
- Betty Buckley vai Bà Jones
- Ashlyn Sanchez vai Jess
- Frank Collison vai chủ vườn ươm
- Victoria Clark vai vợ của chủ vườn ươm
- Spencer Breslin vai Josh
- Robert Bailey, Jr. vai Jared
- Jeremy Strong as Binh nhì Auster
- M. Night Shyamalan vai Joey (giọng)